# Maybe (Forse)

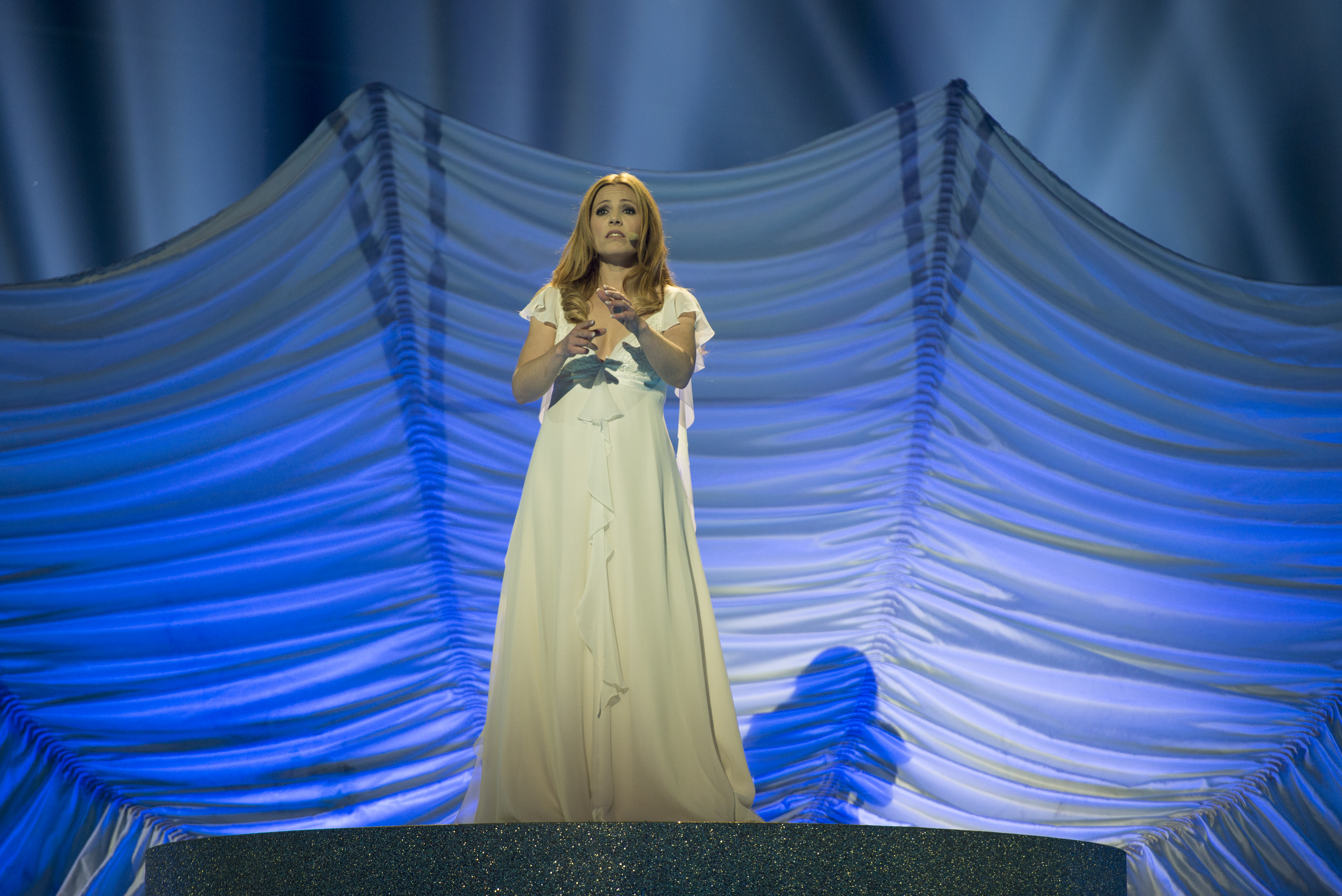
Valentina Monetta all'Eurovision Song Contest 2014 a Copenaghen

Maybe (Forse) è il singolo di Valentina Monetta presentato all'Eurovision Song Contest 2014 di Copenaghen, in Danimarca.
Nel giugno 2013 l'emittente televisiva San Marino RTV ha annunciato che era stato chiesto a Valentina Monetta di rappresentare la Repubblica di San Marino per la terza volta consecutiva all'Eurovision Song Contest.
Il brano, composto e prodotto da Ralph Siegel con testi di Mauro Balestri, è eseguito in lingua inglese. Successivamente verrà pubblicato anche in italiano.
Nella finale dell'Eurovision Song Contest 2014 il brano è arrivato 24esimo.